# Australska srebrna akacija
Australska srebrna akacija (srebrnasta akacija; lat. Acacia dealbata) vrsta je drveta iz roda akacija, podrijetlom iz Australije (Novi Južni Wales, Victoria, Tasmanija, Južna Australija). Osim u Australiji, raste i u drugim predjelima s toplom klimom, najviše na Mediteranu i u Kaliforniji. Jedna je od tri vrsta akacija koje rastu i u Hrvatskoj.

## Podvrste
1. Acacia dealbata subsp. dealbata[2]
2. Acacia dealbata subsp. subalpina Tindale & Kodela, 2001[2]

- Acacia dealbata
- Acacia dealbata
- sjeme